# Robur Tiboni Urbino Volley 2013-2014
Questa voce raccoglie le informazioni riguardanti la Robur Tiboni Urbino Volley nelle competizioni ufficiali della stagione 2013-2014.

## Stagione
La stagione 2013-14 è per il Robur Tiboni Urbino Volley la quinta consecutiva in Serie A1; come allenatore viene scelto Stefano Micoli, mentre le partenze di Lise Van Hecke, Valdonė Petrauskaitė, Stefania Dall'Igna e Paola Croce vengono compensate con gli acquisti di Olivera Kostić, Jaimie Thibeault, Bernarda Brčić e Luna Carocci: tra le conferme quelle di Chiara Negrini, Kiesha Leggs e Alice Santini.
Il campionato si apre con la sconfitta contro il River Volley, mentre nella giornata successiva arriva la prima vittoria, sull'AGIL Volley: dopo tre stop consecutivi, il girone di andata si conclude con quattro successi, di cui tre di fila ed una sola sconfitta, portando la squadra al settimo posto, risultato comunque non utile per essere ripescata in Coppa Italia. Il girone di ritorno è più avaro di soddisfazioni: ai sette insuccessi consecutivi si contrappongono le ultime tre vittorie nelle ultime tre giornate di regular season, con l'ottavo posto in classifica e la qualificazione ai play-off scudetto; nei quarti di finale il club di Urbino incontra quello di Piacenza, il quale vince sia gara 1 che gara 2 per 3-0, eliminando le marchigiane.
Tutte le squadre partecipanti alla Serie A1 2013-14 sono di diritto qualificate alla Coppa Italia: l'avventura del Robur Tiboni Urbino Volley nella competizione dura però solo negli ottavi, eliminata dalla Pallavolo Ornavasso che vince sia la gara di andata che quella di ritorno.

## Organigramma societario
Area direttiva
- Presidente: Giancarlo Sacchi

Area tecnica
- Allenatore: Stefano Micoli
- Allenatore in seconda: Giorgio Nibbio (fino al 29 gennaio 2014), Daniele Santarelli (dal 30 gennaio 2014)
- Scout man: Domenico Petruzzelli

Area sanitaria
- Medico: Enrico Recupero
- Fisioterapista: Massimo Volteggi

## Rosa
| N° | Nome              | Ruolo | Data di nascita   | Nazionalità sportiva |
| -- | ----------------- | ----- | ----------------- | -------------------- |
| 1  | Luna Carocci      | L     | 10 luglio 1988    | Italia               |
| 2  | Sofia Giombetti   | L     | 23 gennaio 1995   | Italia               |
| 5  | Lisa Zecchin      | P     | 18 febbraio 1992  | Italia               |
| 7  | Chiara Negrini    | S     | 27 aprile 1979    | Italia               |
| 8  | Jaimie Thibeault  | C     | 23 settembre 1989 | Canada               |
| 9  | Alice Santini     | S     | 16 gennaio 1984   | Italia               |
| 11 | Danna Escobar     | S     | 25 gennaio 1994   | Colombia             |
| 12 | Alessandra Casoli | S     | 6 agosto 1978     | Italia               |
| 13 | Olivera Kostić    | S/O   | 9 dicembre 1991   | Serbia               |
| 15 | Bernarda Brčić    | P     | 12 maggio 1991    | Croazia              |
| 17 | Ludovica Guidi    | C     | 17 dicembre 1992  | Italia               |
| 18 | Kiesha Leggs      | C     | 26 aprile 1990    | Stati Uniti          |

## Mercato
| Acquisti | Acquisti          | Acquisti        | Acquisti   |
| R.       | Nome              | da              | Modalità   |
| -------- | ----------------- | --------------- | ---------- |
| P        | Bernarda Brčić    | HAOK Rijeka     | definitivo |
| L        | Luna Carocci      | Azərreyl        | definitivo |
| S        | Alessandra Casoli | Marsala         | definitivo |
| S/O      | Danna Escobar     | Valle del Cauca | definitivo |
| C        | Ludovica Guidi    | San Mariano     | definitivo |
| S/O      | Olivera Kostić    | Markopoulo      | definitivo |
| C        | Jaimie Thibeault  | Le Cannet       | definitivo |
| P        | Lisa Zecchin      | LeAli           | definitivo |

| Cessioni | Cessioni             | Cessioni       | Cessioni   |
| R.       | Nome                 | a              | Modalità   |
| -------- | -------------------- | -------------- | ---------- |
| P        | Ilaria Angelelli     | Todi           | definitivo |
| C        | Lucia Crisanti       | LJ             | definitivo |
| L        | Paola Croce          | -              | ritirata   |
| P        | Stefania Dall'Igna   | Béziers        | definitivo |
| C        | Ilijana Dugandžić    | ?              | definitivo |
| C        | Francesca Gentili    | Neruda         | definitivo |
| S        | Laura Partenio       | RC Cannes      | definitivo |
| S        | Valdonė Petrauskaitė | Lokomotiv Baku | definitivo |
| S/O      | Lise Van Hecke       | River          | definitivo |

## Risultati

### Serie A1

#### Girone di andata
| 2ª giornata - 27 ottobre 2013 PalaMondolce, Urbino                | Robur Tiboni Urbino | 0 - 3 | River               | 16-25, 19-25, 23-25               |
| 3ª giornata - 3 novembre 2013 PalaMondolce, Urbino                | Robur Tiboni Urbino | 3 - 0 | AGIL                | 25-22, 25-21, 25-21               |
| 4ª giornata - 20 novembre 2013 PalaVerde, Villorba                | Imoco               | 3 - 1 | Robur Tiboni Urbino | 22-25, 26-24, 25-18, 25-18        |
| 5ª giornata - 1º dicembre 2013 PalaMondolce, Urbino               | Robur Tiboni Urbino | 0 - 3 | Casalmaggiore       | 18-25, 22-25, 18-25               |
| 6ª giornata - 8 dicembre 2013 PalaPanini, Modena                  | LJ                  | 3 - 1 | Robur Tiboni Urbino | 25-20, 22-25, 25-9, 25-20         |
| 7ª giornata - 14 dicembre 2013 PalaMondolce, Urbino               | Robur Tiboni Urbino | 3 - 0 | Busto Arsizio       | 25-22, 27-25, 25-22               |
| 8ª giornata - 22 dicembre 2013 PalaNorda, Bergamo                 | Bergamo             | 3 - 1 | Robur Tiboni Urbino | 25-15, 28-30, 25-23, 25-17        |
| 9ª giornata - 26 dicembre 2013 PalaMondolce, Urbino               | Robur Tiboni Urbino | 3 - 0 | Forlì               | 25-20, 25-19, 25-23               |
| 10ª giornata - 12 gennaio 2014 PalAmico, Castelletto sopra Ticino | Ornavasso           | 2 - 3 | Robur Tiboni Urbino | 25-18, 20-25, 25-18, 16-25, 10-15 |
| 11ª giornata - 19 gennaio 2014 PalaMondolce, Urbino               | Robur Tiboni Urbino | 3 - 0 | IHF                 | 25-21, 26-24, 35-33               |

#### Girone di ritorno
| 13ª giornata - 8 febbraio 2014 PalaBanca, Piacenza             | River               | 3 - 0 | Robur Tiboni Urbino | 25-15, 25-16, 25-15               |
| 14ª giornata - 16 febbraio 2014 Sporting Palace, Novara        | AGIL                | 3 - 0 | Robur Tiboni Urbino | 25-17, 25-20, 25-12               |
| 15ª giornata - 1º marzo 2014 PalaMondolce, Urbino              | Robur Tiboni Urbino | 1 - 3 | Imoco               | 25-23, 20-25, 27-29, 20-25        |
| 16ª giornata - 5 marzo 2014 PalaFarina, Viadana                | Casalmaggiore       | 3 - 0 | Robur Tiboni Urbino | 25-23, 25-19, 27-25               |
| 17ª giornata - 9 marzo 2014 PalaMondolce, Urbino               | Robur Tiboni Urbino | 0 - 3 | LJ                  | 18-25, 21-25, 19-25               |
| 18ª giornata - 15 marzo 2014 PalaYamamay, Busto Arsizio        | Busto Arsizio       | 3 - 1 | Robur Tiboni Urbino | 25-19, 25-15, 17-25, 25-19        |
| 19ª giornata - 23 marzo 2014 PalaMondolce, Urbino              | Robur Tiboni Urbino | 2 - 3 | Bergamo             | 28-26, 17-25, 25-18, 15-25, 11-15 |
| 20ª giornata - 30 marzo 2014 PalaRomiti, Forlì                 | Forlì               | 0 - 3 | Robur Tiboni Urbino | 19-25, 20-25, 19-25               |
| 21ª giornata - 2 aprile 2014 PalaMondolce, Urbino              | Robur Tiboni Urbino | 3 - 1 | Ornavasso           | 26-24, 21-25, 25-23, 25-16        |
| 22ª giornata - 5 aprile 2014 Palazzetto dello Sport, Frosinone | IHF                 | 1 - 3 | Robur Tiboni Urbino | 29-27, 19-25, 19-25, 15-25        |

#### Play-off scudetto
| Quarti di finale (gara 1) - 10 aprile 2014 PalaBanca, Piacenza  | River               | 3 - 0 | Robur Tiboni Urbino | 25-18, 25-13, 25-9  |
| Quarti di finale (gara 2) - 13 aprile 2014 PalaMondolce, Urbino | Robur Tiboni Urbino | 0 - 3 | River               | 13-25, 13-25, 20-25 |

### Coppa Italia

#### Fase a eliminazione diretta
| Ottavi di finale (andata) - 10 novembre 2013 PalAmico, Castelletto sopra Ticino | Ornavasso           | 3 - 0 | Robur Tiboni Urbino | 25-21, 25-15, 25-22        |
| Ottavi di finale (ritorno) - 17 novembre 2013 PalaMondolce, Urbino              | Robur Tiboni Urbino | 1 - 3 | Ornavasso           | 19-25, 19-25, 25-22, 26-28 |

## Statistiche

### Statistiche di squadra
| Competizione | Punti | In casa | In casa | In casa | In trasferta | In trasferta | In trasferta | Totale | Totale | Totale |
| Competizione | Punti | G       | V       | P       | G            | V            | P            | G      | V      | P      |
| ------------ | ----- | ------- | ------- | ------- | ------------ | ------------ | ------------ | ------ | ------ | ------ |
| Serie A1     | 24    | 11      | 5       | 6       | 11           | 3            | 8            | 22     | 8      | 14     |
| Coppa Italia | -     | 1       | 0       | 1       | 1            | 0            | 1            | 2      | 0      | 2      |
| Totale       | -     | 12      | 5       | 7       | 12           | 3            | 9            | 24     | 8      | 16     |

G = partite giocate; V = partite vinte; P = partite perse

### Statistiche dei giocatori
| Giocatore    | Serie A1 | Serie A1 | Serie A1 | Serie A1 | Serie A1 | Coppa Italia | Coppa Italia | Coppa Italia | Coppa Italia | Coppa Italia | Totale | Totale | Totale | Totale | Totale |
| Giocatore    | P        | PT       | AV       | MV       | BV       | P            | PT           | AV           | MV           | BV           | P      | PT     | AV     | MV     | BV     |
| ------------ | -------- | -------- | -------- | -------- | -------- | ------------ | ------------ | ------------ | ------------ | ------------ | ------ | ------ | ------ | ------ | ------ |
| B. Brčić     | 22       | 53       | 29       | 17       | 7        | 2            | 9            | 6            | 2            | 1            | 24     | 62     | 35     | 19     | 8      |
| L. Carocci   | 22       | -        | -        | -        | -        | 2            | -            | -            | -            | -            | 24     | -      | -      | -      | -      |
| A. Casoli    | 14       | 14       | 12       | 1        | 1        | 2            | 11           | 11           | 0            | 0            | 16     | 25     | 23     | 1      | 1      |
| D. Escobar   | 17       | 40       | 33       | 7        | 0        | 2            | 10           | 9            | 1            | 0            | 19     | 50     | 42     | 8      | 0      |
| S. Giombetti | 13       | -        | -        | -        | -        | 0            | -            | -            | -            | -            | 13     | -      | -      | -      | -      |
| L. Guidi     | 5        | 1        | 1        | 0        | 0        | 0            | 0            | 0            | 0            | 0            | 5      | 1      | 1      | 0      | 0      |
| O. Kostić    | 22       | 206      | 170      | 28       | 8        | 2            | 9            | 8            | 1            | 0            | 24     | 215    | 178    | 29     | 8      |
| K. Leggs     | 22       | 190      | 141      | 44       | 5        | 2            | 17           | 12           | 3            | 2            | 24     | 207    | 153    | 47     | 7      |
| C. Negrini   | 22       | 257      | 233      | 12       | 12       | 2            | 19           | 18           | 1            | 0            | 24     | 276    | 251    | 13     | 12     |
| A. Santini   | 22       | 218      | 188      | 20       | 10       | 2            | 17           | 16           | 0            | 1            | 24     | 235    | 204    | 20     | 11     |
| J. Thibeault | 22       | 193      | 132      | 46       | 15       | 2            | 24           | 17           | 5            | 2            | 24     | 217    | 149    | 51     | 17     |
| L. Zecchin   | 6        | 0        | 0        | 0        | 0        | 0            | 0            | 0            | 0            | 0            | 6      | 0      | 0      | 0      | 0      |

P = presenze; PT = punti totali; AV = attacchi vincenti; MV = muri vincenti; BV = battute vincenti